# Битолски конгрес на ВМОРО (1907)
Битолският окръжен конгрес на Вътрешната македоно-одринска революционна организация от средата на август 1907 година се провежда в местността Мирчев кутел в планината Бигла. Състои се под строга тайна, като заседанията се провеждат на различни места в планината, за да не могат четниците да бъдат проследени от турския аскер. Председател на конгреса е Павел Христов, а секретар Милан Матов - членове на окръжния комитет. Конгресът коригира правилника от 1905 година, който е непригоден за работа в нелегални условия и изглажда противоречията между отделни дейци в окръга. Решено е да се поднови активната революционна дейност в окръга след провала на реформената акция и да се създаде структурата „ревизионна чета“ за повишаване на финансовия контрол над околийските каси.
На конгреса се разглежда въпросът за реорганизирането или премахването на четническия институт, но решението е оставено за предстоящия общ конгрес на организацията (т.е. Кюстендилски конгрес на ВМОРО). Иван Наумов Алябака е избран за окръжен ревизор на четите, но само няколко дни след това пада убит. За секретар на Битолския революционен окръг е избран деец с псевдоним Бакунин.